# Адрон
Адро́ны (от др.-греч. ἁδρός «сильный», «толстый», «крепкий», «тучный») — класс составных частиц, подверженных сильному взаимодействию. Термин предложен советским физиком Л. Б. Окунем в 1962 году, при переходе от модели Сакаты сильно взаимодействующих частиц к кварковой теории. Для элементарных частиц, не участвующих в сильных взаимодействиях, Л. Б. Окунь тогда же предложил название аденоны.
Адроны обладают сохраняющимися в процессах сильного взаимодействия квантовыми числами: странностью, очарованием, прелестью и др.
Адронизация — процесс формирования адронов из цветных объектов: кварков и глюонов.
Адроны делятся на две основные группы в соответствии с их кварковым составом:
- Барионы — состоят из трёх кварков трёх цветов, образуя так называемую бесцветную комбинацию[2]. Именно из барионов построена подавляющая часть наблюдаемого нами вещества — это нуклоны, составляющие ядро атома и представленные протоном и нейтроном. К барионам относятся также многочисленные гипероны — более тяжёлые и нестабильные частицы, получаемые на ускорителях элементарных частиц.
- Мезоны — состоят из одного кварка и одного антикварка[2]. К мезонам относятся пионы ({\displaystyle \pi }-мезоны) и каоны ({\displaystyle K}-мезоны) и многие более тяжёлые мезоны.

В 2014–2015 гг. были обнаружены так называемые экзотические адроны, которые также являются сильновзаимодействующими частицами, но которые не укладываются в рамки кварк-антикварковой или трёхкварковой классификации адронов. Некоторые адроны пока только подозреваются в экзотичности. Экзотические адроны делятся на:
- экзотические барионы, в частности пентакварки, минимальный кварковый состав которых — 4 кварка и 1 антикварк.
- экзотические мезоны — в частности адронные молекулы, глюболы и гибридные мезоны.

Изучение свойств адронов является одной из задач, стоящих перед Большим адронным коллайдером.
Среди каналов распада адронов принято выделять адронные распады, лептонные распады, полулептонные распады, радиационные распады.

## Барионы

Комбинация трёх u, d или s-кварков с общим спином 3/2 формирует так называемый барионный декуплет.

См. более подробный список барионов.
Обычные барионы содержат каждый три валентных кварка или три валентных антикварка.
- Нуклоны — фермионные составляющие обычного атомного ядра:
  - протоны;
  - нейтроны.
- Гипероны, такие, как Λ-, Σ-, Ξ- и Ω-частицы, содержат один или больше s-кварков, быстро распадаются и тяжелее нуклонов. Хотя обычно в атомном ядре гиперонов нет (в нём содержится лишь примесь виртуальных гиперонов), существуют связанные системы одного или более гиперонов с нуклонами, называемые гиперядрами.
- Также были обнаружены очарованные и прелестные барионы.
- Пентакварки состоят из пяти валентных кварков (точнее, четырёх кварков и одного антикварка).

Недавно (2018) были найдены признаки существования экзотических барионов, содержащих пять валентных кварков; однако были сообщения и об отрицательных результатах. Вопрос их существования остаётся открытым.
См. также дибарионы.

## Мезоны (бозоны)

Мезоны с нулевым спином формируют нонет.

См. более подробный список мезонов.
Обычные мезоны содержат валентный кварк и валентный антикварк. В их число входят пион, каон, J/ψ-мезон и многие другие типы мезонов. В моделях ядерных сил взаимодействие между нуклонами переносится мезонами.
Могут существовать также экзотические мезоны (их существование всё ещё под вопросом):
- Тетракварки состоят из двух валентных кварков и двух валентных антикварков.
- Глюболы — связанные состояния глюонов без валентных кварков.
- Гибриды состоят из одной или более кварк-антикварковых пар и одного или более реальных глюонов.

Мезоны с нулевым спином формируют нонет.

## История
Ещё в 1940-е годы стало ясно, что не только нуклоны подвержены сильному взаимодействию.
В начале русскоязычные физики называли класс «гадрон».